# Kloka
Kloka (cyr. Клока) – wieś w Serbii, w okręgu szumadijskim, w gminie Topola. W 2011 roku liczyła 957 mieszkańców.